# Châtenay (Saona i Loara)
Châtenay – miejscowość i gmina we Francji, w regionie Burgundia-Franche-Comté, w departamencie Saona i Loara.
Według danych na rok 1990 gminę zamieszkiwały 184 osoby, a gęstość zaludnienia wynosiła 23 osoby/km² (wśród 2044 gmin Burgundii Châtenay plasuje się na 727. miejscu pod względem liczby ludności, natomiast pod względem powierzchni na miejscu 1048.).